# تشارلز كاي كاو
تشارلز كاي كاو (بالصينية: 高錕) (4 نوفمبر 1933-23 سبتمبر 2018) هو فيزيائي ومهندس الكتروني مولود في الصين هونج كونج وأمريكي وبريطاني حاصل على جائزة نوبل في الفيزياء عام 2009 «لانجازاته الرائدة في مجال انتقال الضوء في الالياف الضوئية من اجل الاتصالات البصرية». ولد في شنغهاي (حاليا جينشان من شانغهاي) في عام 1933 أكمل دراسته الثانوية في كلية سانت جوزيف في هونغ كونغ؛ ثم تخرج في الهندسة الكهربائية في عام 1957 من كلية الفنون التطبيقية ولويتش (الآن جامعة غرينيتش) وحصل على درجة الدكتوراه في الهندسة الكهربائية في عام 1965، من امبريال كوليدج في لندن

## الحياة الأكاديمية
- زميل معهد مهندسي الكهرباء والإلكترونيات، الولايات المتحدة الأمريكية (1979)
- زميل في الجمعية الملكية (1997)
- زميل في الأكاديمية الملكية للهندسة (1989)

الأكاديمى قي أكاديمية سينيكا (1992)
- زميل من هونغ كونغ لأكاديمية العلوم الهندسية، وهونغ كونغ

الخارجية عضو الأكاديمية الصينية للعلوم (1996)
- عضو في الأكاديمية الأوروبية للعلوم والفنون
- عضو في الولايات المتحدة الأكاديمية الوطنية للهندسة (1990)

الخارجية عضو الأكاديمية الملكية السويدية للعلوم الهندسية
- زمالة فخرية من الملكة ماري، جامعة لندن
- أستاذ فخري في جامعة هونغ كونغ الصينية (1996)
- مختبر دبي المركزي الفخرية من جامعة دورهام (1994)
- دكتوراه فخرية من جامعة هونغ كونغ الصينية (1985)

## الجوائز
الجوائز
- 1976 : جائزة موري، سيراميك المجتمع الأمريكي، الولايات المتحدة الأمريكية
- 1977 : وسام بلنتين ستيوارت، معهد فرانكلين، الولايات المتحدة الأمريكية
- 1978 : جائزة التدرج، التدرج الصندوق الاستئماني، والمملكة المتحدة
- 1978 : موريس والإلكترونيات يبمان الجائزة التذكارية
- 1979 : إريكسون الدولية للجائزة، والسويد
- 1980 : الميدالية الذهبية، AFCEA، الولايات المتحدة الأمريكية.
- 1985 : وسام ألكسندر غراهام بيل
- 1985 : جائزة ماركوني الدولية، مؤسسة ماركوني، الولايات المتحدة الأمريكية.
- 1985 : سام كولومبوس في مدينة جنوة بإيطاليا
- 1987 : جائزة جيم جيم، ومؤسسة الاتصالات والكمبيوتر والترقية، واليابان.
- 1989 : وسام فاراداي، ومعهد المهندسين الكهربائيين في المملكة المتحدة.
- 1989 : جيمس C. McGroddy جائزة للمواد الجديدة، الجمعية الفيزيائية الأمريكية.
- 1995 : الميدالية الذهبية للالتميز الهندسي، والاتحاد العالمي للمنظمات الهندسية)، المملكة المتحدة.
- 1996 : وسام الأمير فيليب من الأكاديمية الملكية للهندسة، في الاعتراف «عمله الرائد الذي أدى إلى اختراع الألياف البصرية، وقيادته في تحقيق الهندسية والتجارية، وعلى مساهمته المتميزة في مجال التعليم العالي في هونغ كونغ».
- 1996 : جائزة اليابان
- 1999 : جائزة دريبر ستارك تشارلز
- 2006 : جائزة الميدالية الذهبية (HKIE : معهد هونغ كونغ للمهندسين).
- 2009 : كاو حصل على جائزة نوبل في الفيزياء «من أجل تحقيق إنجازات رائدة بشأن انتقال الضوء في الألياف الضوئية للاتصالات».

## روابط خارجية
- تشارلز كاي كاو على موقع الموسوعة البريطانية (الإنجليزية)
- تشارلز كاي كاو على موقع مونزينجر (الألمانية)
- تشارلز كاي كاو على موقع إن إن دي بي (الإنجليزية)